# Apterogryllus pedestris
Apterogryllus pedestris är en insektsart som först beskrevs av Walker, F. 1869.  Apterogryllus pedestris ingår i släktet Apterogryllus och familjen syrsor. Inga underarter finns listade i Catalogue of Life.